# Danny Ings
Daniel William John Ings (Winchester, 23 juli 1992) is een Engels voetballer die doorgaans als aanvaller speelt. Hij maakte in de winter van 2023 de overstap van Aston Villa naar West Ham United. Ings debuteerde in 2015 in het Engels voetbalelftal.

## Clubcarrière

### Bournemouth
Ings begon zijn loopbaan in het betaald voetbal op 6 oktober 2009 in het shirt van Bournemouth. Daarmee nam hij het die dag op tegen Northampton Town tijdens een wedstrijd in het toernooi om de Football League Trophy. Bournemouth verhuurde Ings in september 2010 voor drie maanden aan Dorchester Town, op dat moment spelend in de Conference South. Hij debuteerde voor die club tegen Ebbsfleet United en scoorde meteen. Ings maakte op 1 februari 2011 zijn eerste officiële doelpunt voor het eerste team van Bournemouth, tegen Swindon Town. In totaal scoorde hij zeven doelpunten in 27 competitiewedstrijden voor de club.

### Burnley
Ings tekende op 15 augustus 2011 een vierjarig contract bij Burnley, op dat moment spelend in de Championship. De club betaalde circa een miljoen pond voor hem. Ings liep één week later een knieblessure op die hem vijf maanden buitenspel zette. Hij debuteerde vervolgens op 14 februari 2012 voor Burnley, tegen Barnsley. Hij viel die wedstrijd in voor Charlie Austin. Op 31 maart 2012 scoorde hij zijn eerste doelpunt voor Burnley tegen Portsmouth. Ings promoveerde in 2014 met Burnley naar de Premier League, waarin hij op 18 augustus 2014 debuteerde, thuis tegen Chelsea (1-3). Ings degradeerde in het seizoen 2014/15 met Burnley uit de Premier League.

### Liverpool
Zelf bleef hij wel actief op het hoogste niveau. Liverpool kondigde in juni 2015 aan dat het hem per 1 juli dat jaar overnam. Het lukte Ings alleen niet om zich hier in de basis te spelen. Hij kreeg te maken met twee zware knieblessures. Na veertien competitiewedstrijd in drie jaar - waarvan meer dan de helft als invaller - verhuurde Liverpool hem in augustus 2018 voor een seizoen aan Southampton.

### Southampton
Southampton nam hem na die huurperiode in de zomer van 2019 definitief over. Ings beleefde tijdens de eerste helft van seizoen 2019/20 een comeback en maakte nog voor de kerst elf treffers in de Premier League. Daarmee bereikte zijn doelpuntenproductie voor het eerst sinds het seizoen 2014/15 weer de dubbele cijfers.

### Aston Villa
Aston Villa nam Ings in augustus 2021 over van Southampton.

## Clubstatistieken
| Seizoen        | Club            | Competitie     | Competitie | Competitie | Beker | Beker | Internationaal | Internationaal | Totaal | Totaal |
| Seizoen        | Club            | Competitie     | Wed.       | Dlp.       | Wed.  | Dlp.  | Wed.           | Dlp.           | Wed.   | Dlp.   |
| -------------- | --------------- | -------------- | ---------- | ---------- | ----- | ----- | -------------- | -------------- | ------ | ------ |
| 2009/10        | AFC Bournemouth | League Two     | 0          | 0          | 1     | 0     | —              | —              | 1      | 0      |
| 2010/11        | AFC Bournemouth | League One     | 28         | 8          | 0     | 0     | —              | —              | 28     | 8      |
| 2011/12        | AFC Bournemouth | League One     | 1          | 0          | 0     | 0     | —              | —              | 1      | 0      |
| 2011/12        | Burnley         | Championship   | 15         | 3          | 0     | 0     | —              | —              | 15     | 3      |
| 2012/13        | Burnley         | Championship   | 32         | 3          | 1     | 1     | —              | —              | 33     | 3      |
| 2013/14        | Burnley         | Championship   | 40         | 21         | 5     | 5     | —              | —              | 45     | 26     |
| 2014/15        | Burnley         | Premier League | 35         | 11         | 2     | 0     | —              | —              | 37     | 11     |
| 2015/16        | Liverpool       | Premier League | 6          | 2          | 1     | 1     | 2              | 0              | 9      | 3      |
| 2016/17        | Liverpool       | Premier League | 0          | 0          | 2     | 0     | —              | —              | 2      | 0      |
| 2017/18        | Liverpool       | Premier League | 8          | 1          | 2     | 0     | 4              | 0              | 14     | 1      |
| 2018/19        | → Southampton   | Premier League | 24         | 7          | 1     | 1     | —              | —              | 25     | 8      |
| 2019/20        | Southampton     | Premier League | 38         | 22         | 4     | 3     | —              | —              | 42     | 25     |
| 2020/21        | Southampton     | Premier League | 29         | 12         | 4     | 1     | —              | —              | 33     | 13     |
| 2021/22        | Aston Villa     | Premier League | 30         | 7          | 1     | 0     | —              | —              | 31     | 7      |
| 2022/23        | Aston Villa     | Premier League | 18         | 6          | 3     | 1     | —              | —              | 21     | 7      |
| 2022/23        | West Ham United | Premier League | 17         | 2          | 0     | 0     | 5              | 1              | 22     | 3      |
| 2023/24        | West Ham United | Premier League | 20         | 1          | 4     | 0     | 6              | 0              | 30     | 1      |
| 2024/25        | West Ham United | Premier League | 0          | 0          | 0     | 0     | 0              | 0              | 0      | 0      |
| Carrièretotaal | Carrièretotaal  | Carrièretotaal | 341        | 106        | 31    | 13    | 17             | 1              | 389    | 120    |

## Interlandcarrière
Ings debuteerde op 12 oktober 2015 in het Engels voetbalelftal, tijdens een met 0–3 gewonnen kwalificatiewedstrijd voor het EK 2016 in en tegen Litouwen. Bondscoach Roy Hodgson bracht hem die dag in de 59e minuut in als vervanger van Harry Kane.
1 Fabiański ·
3 Cresswell ·
4 Soler ·
5 Coufal ·
7 Summerville ·
8 Ward-Prowse ·
9 Antonio ·
10 Paquetá ·
11 Füllkrug ·
14 Kudus ·
15 Mavropanos ·
17 Guilherme ·
18 Ings ·
19 Álvarez ·
20 Bowen  ·
21 Foderingham ·
23 Aréola ·
24 Rodríguez ·
25 Todibo ·
26 Kilman ·
28 Souček ·
29 Wan-Bissaka ·
33 Palmieri ·
34 Ferguson ·
39 Irving ·
57 Scarles ·
Coach: Potter
· Assistent-coach: Saltor